# Apanteles ilione
Apanteles ilione är en stekelart som beskrevs av Nixon 1967. Apanteles ilione ingår i släktet Apanteles och familjen bracksteklar. Inga underarter finns listade i Catalogue of Life.